# Coppa del mondo di ciclismo su pista 2014-2015
La coppa del mondo di ciclismo su pista 2014-2015 (ufficialmente 2014-2015 UCI Track Cycling World Cup), ventitreesima edizione della competizione, si svolse in tre prove tra l'8 novembre 2014 e il 18 gennaio 2015, nelle città di Guadalajara, Londra e Cali.
In ognuno dei tre eventi si svolsero competizioni, sia maschili che femminili, nelle cinque specialità inserite nel quadro dei Giochi olimpici 2016.
- Tre specialità individuali: velocità, keirin e omnium (che comprende nell'ordine scratch, giro lanciato, inseguimento individuale, corsa a eliminazione, cronometro di 500 metri per le donne e di un chilometro per gli uomini, e  corsa a punti).
- Due specialità a squadre: la velocità a squadre e l'inseguimento a squadre.

Per tali specialità vennero anche stilate le classifiche generali. Gli organizzatori dei tre eventi ebbero comunque la possibilità di aggiungere competizioni supplementari, consentendo agli atleti di gareggiare in specialità non olimpiche, ma pur sempre presenti nel programma dei campionati del mondo, quali lo scratch, la corsa a punti e l'americana.

## Risultati

### Keirin
| Data              | Luogo             | Vincitore        | Vincitrice  |
| ----------------- | ----------------- | ---------------- | ----------- |
| 8-9 novembre      | Guadalajara       | Joachim Eilers   | Guo Shuang  |
| 6-7 dicembre      | Londra            | Stefan Bötticher | Guo Shuang  |
| 17-18 gennaio     | Cali              | Fabián Puerta    | Lin Junhong |
| Classifica finale | Classifica finale | Fabián Puerta    | Guo Shuang  |

### Velocità
| Data              | Luogo             | Vincitore        | Vincitrice         |
| ----------------- | ----------------- | ---------------- | ------------------ |
| 9-8 novembre      | Guadalajara       | Matthew Glaetzer | Anastasija Vojnova |
| 7-6 dicembre      | Londra            | Jeffrey Hoogland | Kristina Vogel     |
| 18-17 gennaio     | Cali              | Denis Dmitriev   | Elis Ligtlee       |
| Classifica finale | Classifica finale | Fabián Puerta    | Elis Ligtlee       |

### Velocità a squadre
| Data              | Luogo             | Vincitori                                                | Vincitrici                                   |
| ----------------- | ----------------- | -------------------------------------------------------- | -------------------------------------------- |
| 8 novembre        | Guadalajara       | Gran Bretagna Philip Hindes, Jason Kenny, Callum Skinner | Australia Kaarle McCulloch, Stephanie Morton |
| 5 dicembre        | Londra            | Germania Joachim Eilers, René Enders, Robert Förstemann  | Cina Gong Jinjie, Zhong Tianshi              |
| 17 gennaio        | Cali              | Francia Grégory Baugé, Quentin Lafargue, Kévin Sireau    | Russia Dar'ja Šmelëva, Ekaterina Gnidenko    |
| Classifica finale | Classifica finale | Francia                                                  | Russia                                       |

### Inseguimento a squadre
| Data              | Luogo             | Vincitori                                                               | Vincitrici                                                                |
| ----------------- | ----------------- | ----------------------------------------------------------------------- | ------------------------------------------------------------------------- |
| 8 novembre        | Guadalajara       | Australia Daniel Fitter, Alexander Porter, Miles Scotson, Sam Welsford  | Gran Bretagna Elinor Barker, Ciara Horne, Amy Roberts, Laura Trott        |
| 5 dicembre        | Londra            | Gran Bretagna Steven Burke, Mark Christian, Owain Doull, Andrew Tennant | Gran Bretagna Kate Archibald, Elinor Barker, Ciara Horne, Laura Trott     |
| 17 gennaio        | Cali              | Australia Scott Law, Joshua Harrison, Jackson Law, Tirian McManus       | Australia Alexandra Manly, Lauren Perry, Macey Stewart, Elissa Wundersitz |
| Classifica finale | Classifica finale | Gran Bretagna                                                           | Australia                                                                 |

### Corsa a punti
| Data         | Luogo       | Vincitore     | Vincitrice    |
| ------------ | ----------- | ------------- | ------------- |
|              | Guadalajara | non disputata | non disputata |
| 5-6 dicembre | Londra      | Eloy Teruel   | Amy Cure      |
|              | Cali        | non disputata | non disputata |

### Scratch
| Data       | Luogo       | Vincitore     | Vincitrice     |
| ---------- | ----------- | ------------- | -------------- |
|            | Guadalajara | non disputato | non disputato  |
| 5 dicembre | Londra      | non disputato | Milena Salcedo |
|            | Cali        | non disputato | non disputato  |

### Americana
| Data       | Luogo       | Vincitori                                  |
| ---------- | ----------- | ------------------------------------------ |
|            | Guadalajara | non disputata                              |
| 6 dicembre | Londra      | Gran Bretagna Mark Christian e Owain Doull |
|            | Cali        | non disputata                              |

### Omnium
| Data              | Luogo             | Vincitore        | Vincitrice     |
| ----------------- | ----------------- | ---------------- | -------------- |
| 9 novembre        | Guadalajara       | Lucas Liß        | Jolien D'Hoore |
| 7 dicembre        | Londra            | Fernando Gaviria | Laura Trott    |
| 18 gennaio        | Cali              | Maximilian Beyer | Kirsten Wild   |
| Classifica finale | Classifica finale | Casper Pedersen  | Kirsten Wild   |